# 奥洛夫·梅尔贝里
埃里克·奧洛夫·梅尔贝里（瑞典語：Erik Olof Mellberg，ˈuːˌlɔf ˈmɛlˌbærj，1977年9月3日—）是一名瑞典足球運動員，司職中后卫。他在2003年被评选为瑞典足球先生。

## 俱乐部
梅尔贝里年少时效力于家乡的古尔斯蓬队，1996年被瑞典足球超级联赛的代格福什IF选中。1997年，代格福什降级后，梅尔贝里转会至AIK索尔纳。但他在AIK索尔纳也仅仅效力了10个月，之后便加盟西甲球队桑坦德竞技。尽管刚开始并不十分适应西班牙足球，他还是在第一个赛季就进入主力阵容。
伴随着梅尔贝里在桑坦德竞技的出色表现，外界不断传出他将转会西甲强队的消息，涉及到的球队包括巴塞罗那和巴伦西亚。然而，他最终在2001年转会的球队却是英超的阿斯顿维拉，转会费为500万英镑。在阿斯顿维拉期间，他曾长期担任队长，直至2006年世界杯足球赛后辞去队长职务。2006年8月19日，阿斯顿维拉客场挑战阿森纳。这是酋长球场举行的首场竞赛性质的比赛及首场英超联赛。梅尔贝里在比赛中率先进球，成为在这座球场打进第一个英超进球的球员，并帮助本队与阿森纳战成1比1。2007－2008赛季，阿斯顿维拉引进扎特·奈特，与马丁·劳尔森构成中后卫组成。梅尔贝里因此改打右后卫。在2008年3月15日与朴茨茅斯的比赛中，梅尔贝里因累积两张黄牌被罚下场。

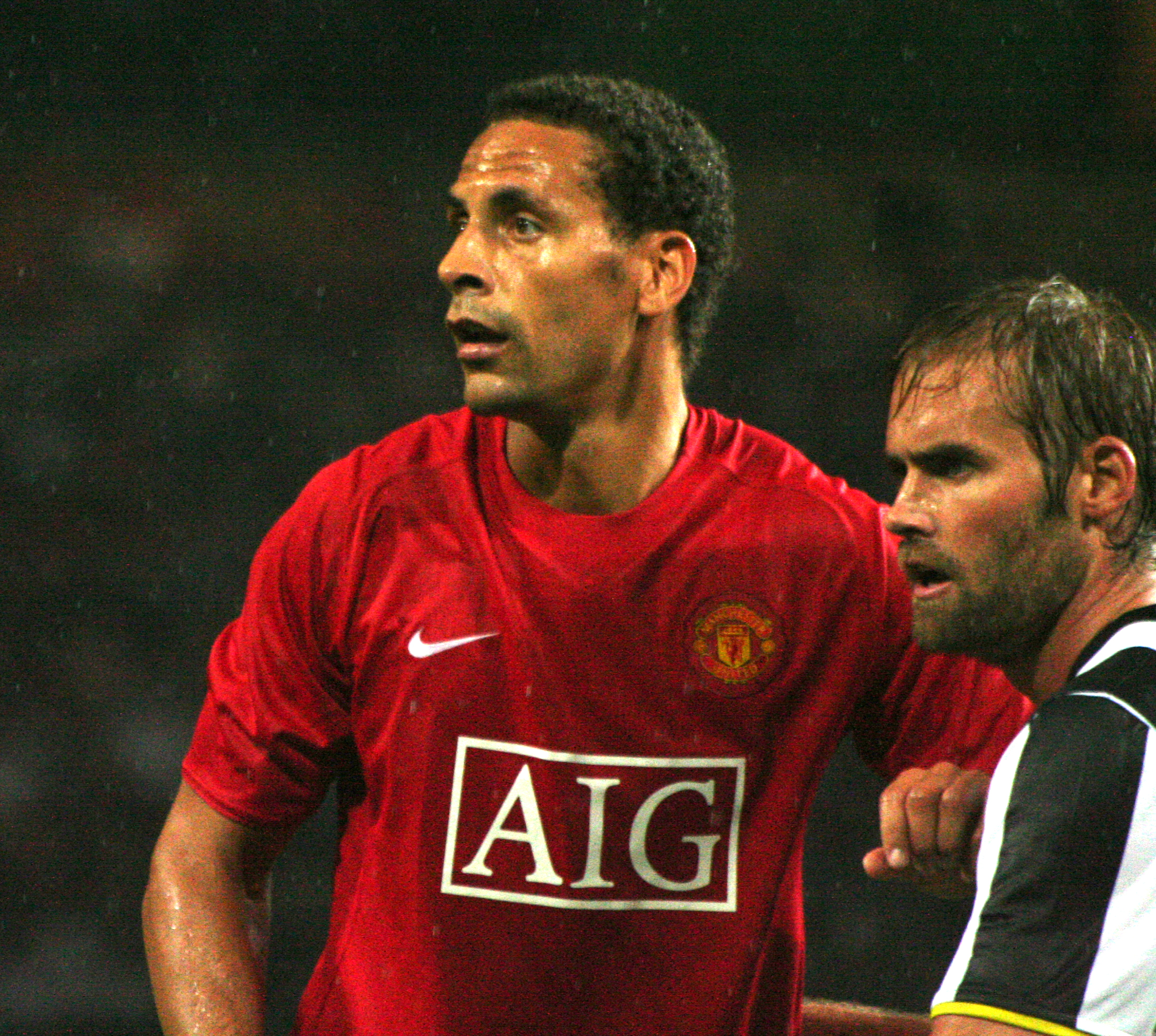
梅尔贝里代表尤文图斯与曼联比赛中

2008年初，梅尔贝里与尤文图斯达成初步协议，定于赛季结束后根据博斯曼法案、以自由球员的身份加盟尤文图斯。5月3日，梅尔贝里迎来自己在阿斯顿维拉的最后一场主场比赛，对阵威根竞技。为了感谢他对球队的贡献，阿斯顿维拉将这个比赛日定为“梅尔贝里日”。而客场对阵西汉姆联的比赛则成为他在阿斯顿维拉的告别赛。梅尔贝里向每位到厄普顿公园球场观看比赛的阿斯顿维拉球迷赠送一件印有他的姓名和号码、以及“Thanks 4 Your Support”字样的阿斯顿维拉主场或客场队服。他还表示，他将把自己在这场告别赛上所穿的队服装裱起来。
2008年夏天，梅尔贝里如期转会尤文图斯。他在7月15日与皮亚琴察的友谊赛上首次代表新球队出场。2009年1月18日，梅尔贝里在与拉齐奥的比赛中首次为尤文图斯进球。
2009年6月23日，梅尔贝里以250万欧元的身价转会奥林匹亚科斯，签订了为期三年的合同。如果奥林匹亚科斯获得下一赛季希腊超级联赛冠军冠军，他们将再支付50万欧元给尤文图斯。 在2011-12赛季结束时他拒绝了一份延长他在雅典的新合同，希望能找到新的挑战，他的经纪人说："......我们不关任何门。"
2012年8月8日，梅尔贝里与西班牙比利亚雷亚尔俱乐部签订了一份为期一年的合同。梅尔贝里在西班牙乙级联赛中出场29次，进球2个，是获得乙级联赛第二名并升入西甲的球队的重要一员。
2013年7月9日，梅尔贝里与丹麦冠军哥本哈根俱乐部签订了一份为期两年的合同，但在一个赛季后离开。梅尔贝格于2014年夏天退役。

## 国家队

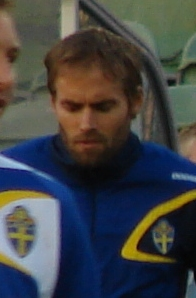
梅尔贝里身着瑞典国家队服装

梅尔贝里自2000年开始为瑞典国家队效力。他曾代表瑞典队参加过2000年、2004年、2008年和2012年四届欧洲足球锦标赛，以及2002年和2006年两届世界杯足球赛。在其国家队生涯中，梅尔贝里共出场117次，打进8球。
2002年世界杯前，在瑞典队的一次公开训练上，梅尔贝里凶狠的铲球引起队友永贝里的不满。双方便发生争吵，扭打在一起，后被队友拉开。从此，梅尔贝里与永贝里一直关系不佳。2006年世界杯，瑞典与战平之后，这两名球员在更衣室里再次发生激烈争吵及斗殴。
2006年9月，瑞典与列支敦士登的欧锦赛预选赛前，梅尔贝里与伊布拉希莫维奇、威廉松因违反队规，未在晚上11点之前归队，被开除出队。10月7日，梅尔贝里重新回到队中，参加了与西班牙的比赛，并帮助球队以2比0取胜。
在2012年欧锦赛中，梅尔贝里在小组赛对阵英格兰的比赛中参与了两个进球，使瑞典取得了2-1的领先优势，然而，瑞典最终以2-3输掉了比赛，而梅尔贝里则成为 "全场最佳球员"。本届欧锦赛结束后，梅尔贝里宣布结束他的国际职业生涯。

## 执教
梅尔贝里在2015年11月被任命为瑞典俱乐部布洛马波卡纳的主教练，签署了一份为期两年的合同，并在他们最近降级到瑞典足球第三级联赛后接手。
在梅尔贝里执教的第一个赛季，布洛马波卡纳赢得了甲级联赛冠军，并在第二年的2017年10月赢得了连续第二年的升级，回到了瑞典足球超级联赛。该赛季结束后，梅尔贝里选择不再与布洛马波卡纳续约。
2019年七月起，梅尔贝里成为丹麦球队Fremad Amager的主教练。仅仅两个月后，俱乐部宣布梅尔贝里离开俱乐部，成为赫尔辛堡体育的主教练。

## 荣誉
个人荣誉
- 瑞典足球先生：2003
- 2004年歐洲國家盃最佳陣容

集体荣誉
- 瑞典足球超级联赛冠军：1998
- 国际托托杯冠军：2001
- 希臘足球超级聯賽冠軍：2010-11, 2011-12
- 希臘盃冠軍：2011-12